# Parque nacional Lochern
Lochern es un parque nacional en Queensland (Australia), ubicado a 1047 km al oeste de Brisbane.
Se encuentra al sudoeste de Longreach, bordea a lo largo de 20 km el río Thomson. En el parque hay gran cantidad de lagunas que sirven de refugio a aves y otros tipos de vida salvaje. Anteriormente se utilizó como terreno de pasto. El parque conserva 242km² de hábitat para plantas. También en el parque se encuentran sitios de interés cultural y sitios que fueron habitados por aborígenes en el pasado.